# 轉換波分析

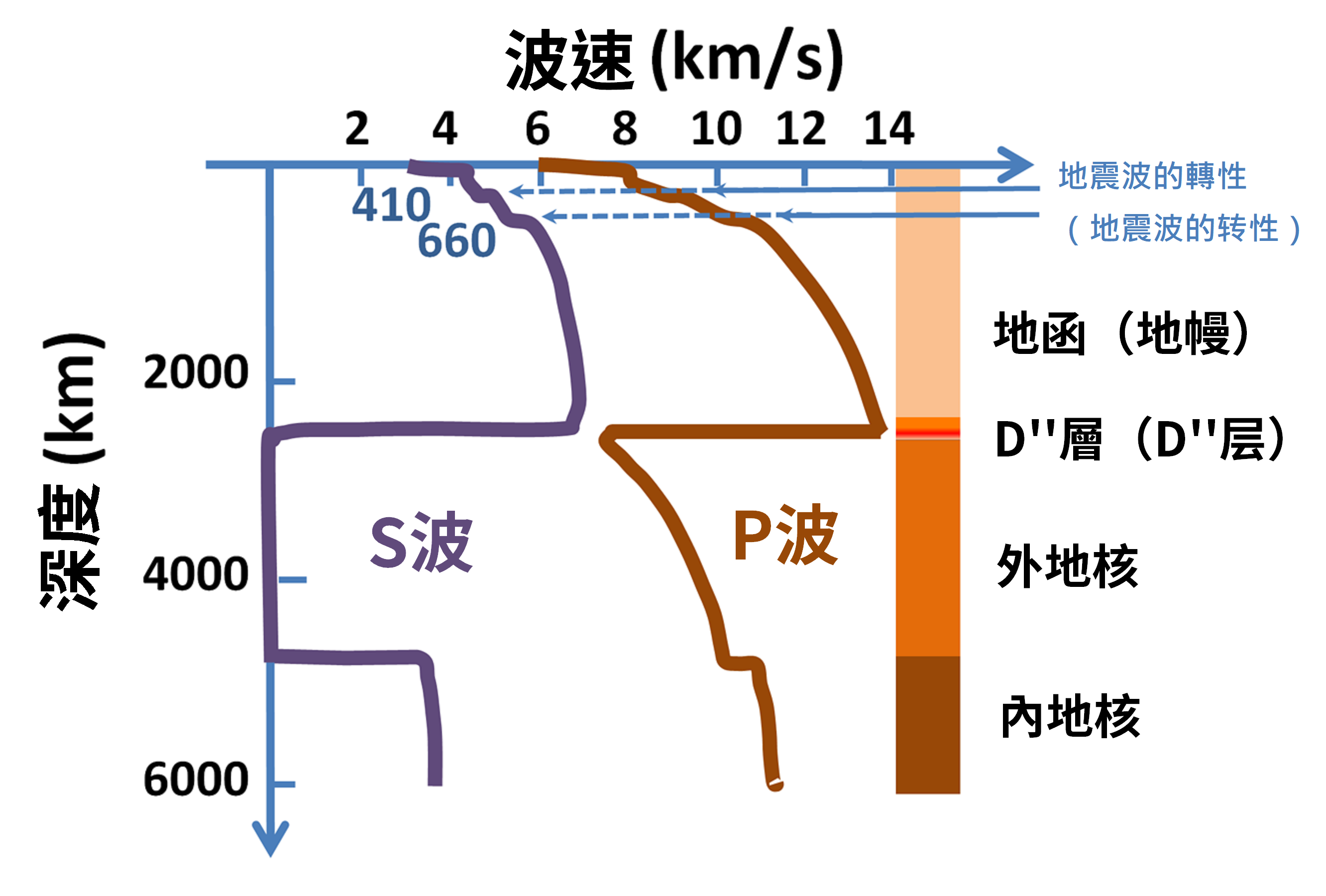
地震波波速隨著深度的變化，注意在外地核，因為幾乎沒有S波，故波速為0。

在地震學與地球物理學中，轉換波分析是指分析地震波波相轉換的科學。當地震波入射到介質界面時，會同時產生反射横波、反射纵波、透射横波、透射纵波等不同的波相，這些波就稱為轉換波，也就是C波（英語：Converted-wave），轉換波分析就是探討此間的過程、分析轉換結果，並應用於地球物理學或地球物理探勘的科學。
當地震發生時，地震波會被向外發射進入地球深處。當地震波的行進遇到介質不連續的地方，例如固液介面或任何岩石密度有顯著改變的地方時，震波造成的質點的振動方式就有可能發生改變。在地球中許多不連續特別明顯的地域（例如地函與外地核的邊界），振動方式的改變甚至明顯到讓一部分的縱波變成橫波、讓一部份的橫波變成縱波。

## 地核的P波—S波轉換分析
轉換波分析理論最出現於各教科書的應用就是他對於地核中P波—S波轉換的解釋。地球上，地質不連續最顯著的地方就是地函（固體）—外地核（液體）及外地核（液體）—內地核（固體）的邊界。這是因為地震波中包含的S波是橫波，無法存在於液體的外地核，故地震波若欲向下傳播，在這兩種介面上，要先讓S波從有到無，再由無到有。而這之中，所有能量移轉都要以C波先將S波能量「寄放」於P波中來呈現。關於C波轉換的原因，以下是目前通行理論的解釋：
當P波行進，遇到不同介質的交介面時，如果不是以90度角直射，都會一定程度上造成介面質點垂直和平行兩種方向的運動。這種複合式的運動的震動對從正上方的觀察者來看，等價於垂直介面方向的「SV波」和平行介面方向的「SH波」兩種「S波」的疊合。SH波的質點運動在通過介面後不會有任何的變化，但倘若SV波再遇到一次介面，則其造成的質點運動會是垂直的，所以又可以等價為P波。因此，地震波在地下行進時，會出現P波變成S波、S波變成P波的現象。
地震波的這種互相轉換特性在地球物理上具有重大意義。因為地球的外地核是液態的，從地函進入的S波無法在其中活動，罔論穿越這層障礙，但是科學家卻又在地球的內地核中檢測出了S波活動的跡象。目前通行的解釋是這種S波是由P波在內外地核的交界上轉換形成的，P波得以穿過外地核。然而從P轉為SV再轉回P波的能量衰減非常大，如何去量度與證明理論的正確性，仍然是地震學家們爭論的議題。

## 應用
關於轉換波分析的研究，雖然資料採集和資料分析雖然比一般的地球物理轉性方法困難，但是研究C波也能為人類的科學帶來許多貢獻。以下列舉一些常見的轉換波分析的應用：
1. 藉由分析轉換介面的位置，踏查沉積盆地中十幾公里內的地下結構，檢查是否出現能蓄積油氣的屏蔽層，並作為石油開採的參考。或者也可以藉由了解岩石密度的變化方式，研究地下的礦物分布，協助採礦工程[6]。
2. 藉由分析轉換介面的位置，推知一地的岩石孔隙率[7]。
3. 藉由分析一個地區的地震波波速在地下的變化，地質學家可以利用轉換波法探測地殼與斷層構造，調查地震活動區的孕震環境，推動對地震學研究。事實上，利用地震轉換波探測法研究地震具有方便和廉價的特性，其費用僅為一般人工地震測深法和深地震反射波法的三分之一至五分之一[6]。
4. 藉由分析地震波波速比例的變化，預測地震[8]。
5. 在土木工程上，可以利用轉換波分析建築預定地的地層穩地度，作為掘地基與建築物防地震設計的參考[6]。
6. 藉由分析固—液特性，轉換波分析可用於分析火山、地熱地區岩漿庫的分佈特徵，也可對深部活斷層和岩漿活動情況做動態監測[6]。
7. 藉由分析地震波在地球深處的轉換，在地球物理學上可以用來研究板塊構造和地球動力學[6]。